# Eduard Kucharski i Gonzàlez
Eduard Kucharski i Gonzàlez (L'Hospitalet de Llobregat, 22 de maig de 1925 - Barcelona, 2 d'octubre de 2014) fou un jugador de bàsquet català de les dècades dels 40 i 50.

## Història
Kucharski va néixer a L'Hospitalet de Llobregat el 22 de maig de 1925. Jugava a la posició d'aler i és considerat com la primera gran estrella del bàsquet català i espanyol. Va debutar l'any 1941 amb només 15 anys amb el CE Laietà, club amb el qual guanyà els primers títols. Posteriorment, i sempre a Catalunya va jugar al Futbol Club Barcelona, Joventut de Badalona i Aismalíbar de Montcada. A més fou titular indiscutible a la selecció espanyola entre els 17 i 33 anys, disputant un total de 50 partits (xifra molt alta per l'època) amb la qual va participar en el Campionat del Món de Bàsquet de 1950 (on només van guanyar un partit contra Iugoslàvia perquè aquests es negaren a jugar en protesta contra el Règim franquista) i en els Jocs del Mediterrani del 1955 on aconseguí la medalla d'or. Es retirà el 1958.
Després de la seva retirada com a jugador va iniciar una llarga carrera com a entrenador, principalment a l'Aismalíbar de Montcada (on compaginà el càrrec amb el de jugador), però també al Futbol Club Barcelona i al Joventut de Badalona. El 1960 fou el primer entrenador de l'estat que marxà a l'estranger (Itàlia) per entrenar. Dirigí a un dels grans d'Europa, la Virtus de Bolonya. Va arribar a ser seleccionador espanyol entre 1959 i 1960, dirigint a la selecció espanyola als Jocs Olímpics de Roma 1960, els primers en la història del bàsquet espanyol.
La seva germana Rosa Maria Kucharski va ser una instrumentista i professora de piano de renom.

## Trajectòria esportiva

### Com a jugador
- CE Laietà: 1941-1946
- FC Barcelona: 1946-1947
- Joventut de Badalona: 1947-1948 i 1948-49[a]
- FC Barcelona: 1949-1953
- Aismalíbar Montcada: 1953-1958

## Títols

### Com a jugador
- 5 Copes del Rei: (1942, 1944, 1947, 1950 i 1948)
- 5 Campionat de Catalunya de bàsquet masculí: 1944, 1947, 1951, 1952, 1956
- Medalla d'or als Jocs del Mediterrani de 1955

### Com a entrenador
- 1 Lliga espanyola: (1967)
- 2 Copes del Rei: (1969 i 1978)